# 腰平取景器

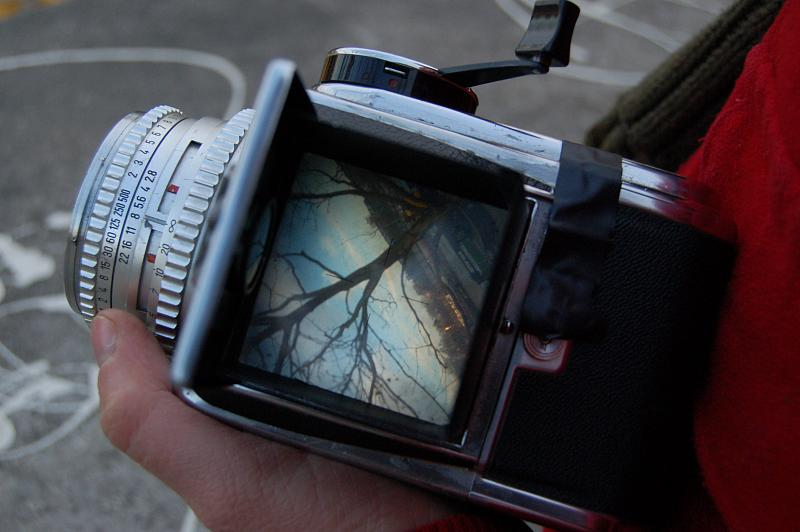
哈苏500系列的取景器

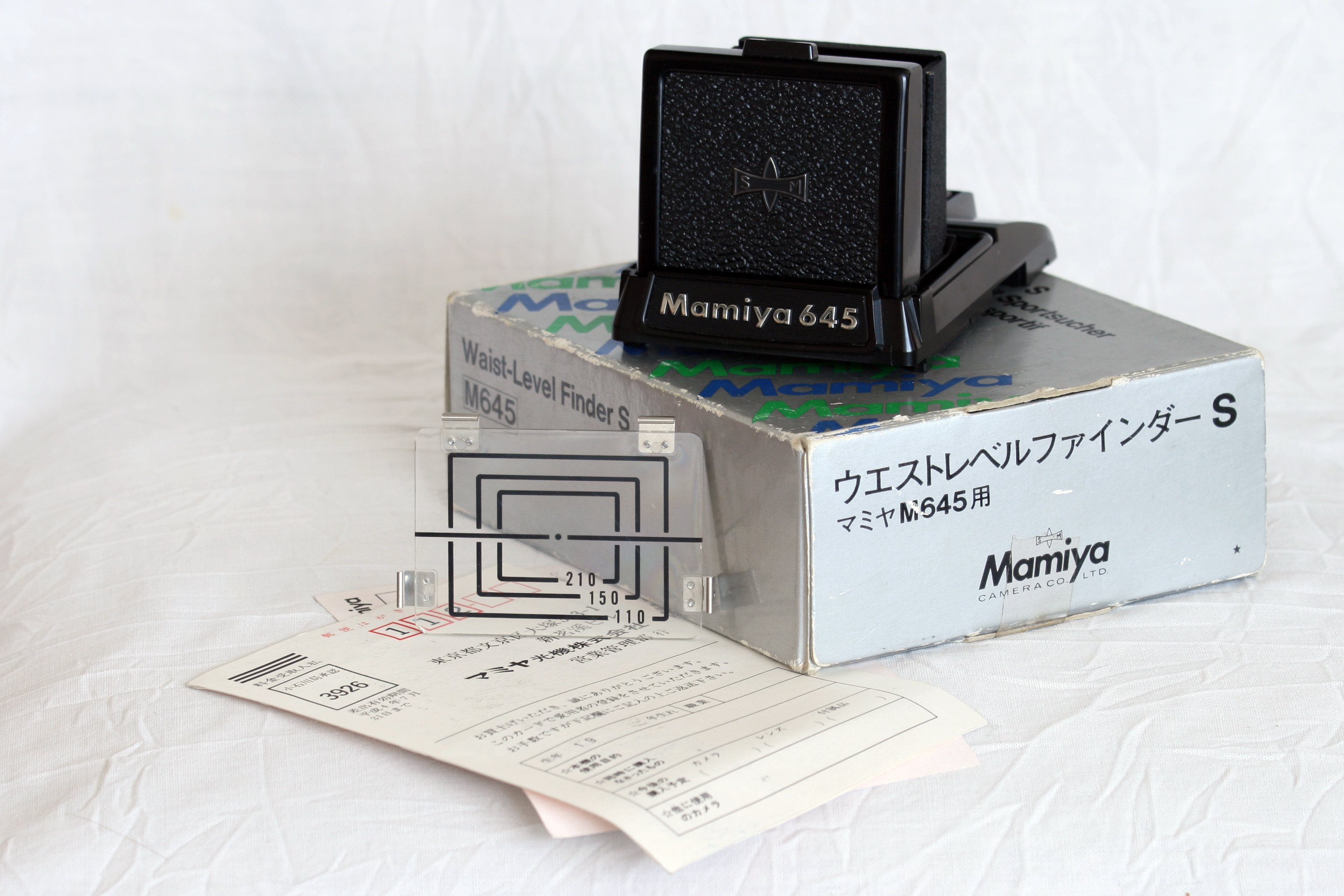
玛米亚645 1000s的腰平取景器

腰平取景器（英語：waist-level viewfinder）是一种可以用于单反相机或是双反相机的取景器。正如名字所言，用户可以将相机置于腰部的位置，从上向下观看取景器来进行取景。这类取景器通常装备在较老的中画幅相机上，但一些较新的或者35 mm底片的相机也可以选择安装它。

单反相机中对焦屏(5)的位置

在反光取景式相机中，来自镜头的光投射到对焦屏上。装备了腰平取景器之后，对焦屏就可以直接从上方看到。使用者看到的图像是正立但左右颠倒的。
眼平取景器对腰平取景器的缺点进行了改进，它使用屋顶型五棱镜或是五面镜对颠倒的图像进行校正，用户可以从相机后面的目镜来观看图像。
有的数码相机具有翻转屏幕或是可旋转镜头，这使得用户可以通过翻转屏幕来获得类似于使用腰平取景器的效果。通过实时取景功能，屏幕可以充当取景器。

## 优势
- 相比于眼平取景器来说，低头看取景器跟不易引起被拍摄对象的注意，因此腰平传感器更适合街头摄影（英语：street photography）和偷拍。
- 即使被拍摄对象知道自己正在被拍摄，由于摄影师并没有看他们，被拍摄对象会表现得更加的自然而不紧张。
- 相机在拍摄时緊貼腹部或是其他物体（例如桌子、膝盖等等），运动模糊会更加轻微。

## 劣勢
- 取景器中观察到的图像是左右颠倒的，这使得摄影师在拍摄运动物体时难以进行追踪。